# مانوت بول
مانوت بول (بالإنجليزية: Manute Bol) (16 أكتوبر 1962 - 19 يونيو 2010) كان لاعب كرة سلة سوداني وناشط. وهو أطول لاعب لعب في الرابطة الوطنية لكرة السلة. وقد ولد في تورالي أو قوقريال، السودان. وهو ابن زعيم قبيلة دينكا، الذي أعطاه اسم «مانوت،» والتي تعني «نعمة خاصة».

## روابط خارجية
- مانوت بول على موقع IMDb (الإنجليزية)
- مانوت بول على موقع إن إن دي بي (الإنجليزية)
- مانوت بول على موقع إن بي أي (الإنجليزية)
- مانوت بول على موقع سبورتس رفرنس (الإنجليزية)
- مانوت بول على موقع كرة السلة الأوروبية.كوم (الإنجليزية)
- مانوت بول على موقع إي إس بي إن.كوم (الإنجليزية)
- مانوت بول على موقع ريلجم (الإنجليزية)
- مانوت بول على موقع بروبوليرز (الإنجليزية)
- مانوت بول على موقع EliteProspects.com (الإنجليزية)